# Oh Ji-ho
Oh Ji-ho (en hangul, 오지호; 14 de abril de 1976) es un actor surcoreano. Es más conocido por las series Couple or Trouble (2006), The Slave Hunters (2010), Queen of the Office (2013) y My Fair Lady (2016).

## Vida personal
El 9 de enero de 2007, su exnovia, una barstaff identificada solo por su apellido Lim y cuyo nombre en el bar era "Anna", se suicidó poco después de que ellos terminasen. Oh dijo que a pesar de que la amaba fue ella quien terminó la relación de dos años porque no quería estar en medio de su carrera. Sin embargo la familia y amigos insistieron en que Oh rompió con ella el 3 de enero y que este hecho la lastimó tanto que la llevó a suicidarse.
Oh se casó el 12 de abril de 2014 con Eun Bo-ah en el Shilla Hotel. Eun trabaja en la industria de la moda. Dieron la bienvenida a su primera hija, llamada Oh Seo-heun (apodada "Jibong"), el 30 de diciembre de 2015.[cita requerida]

## Carrera
Es miembro de la agencia "Elrise Entertainment" (이엘라이즈).
Junto a su hija fue miembro del programa Return of Superman desde 2016.
En noviembre del 2019 se unió al elenco de la serie Never Twice (también conocida como "No Second Chance") donde dio vida a Gam Poong-gi, hasta el final de la serie el 7 de marzo del 2020.

## Filmografía

### Series
| Año     | Título                                         | Papel                                  | Canal            | Notas        | Ref.          |
| ------- | ---------------------------------------------- | -------------------------------------- | ---------------- | ------------ | ------------- |
| 2001    | Cool                                           |                                        | KBS2             |              |               |
| 2002    | Confession                                     | Kim Myung-woo                          | MBC              |              |               |
| 2002    | MBC Best Theater "Beguiling Romance"           |                                        | MBC              |              |               |
| 2002    | MBC Best Theater "Fly Daughters"               |                                        | MBC              |              |               |
| 2002    | Open Drama Man and Woman "To Mr. Martial Arts" |                                        | SBS              |              |               |
| 2003    | Detective                                      |                                        |                  |              |               |
| 2004    | Drama City "Waving a Handkerchief"             | Chan-ki                                | KBS2             |              |               |
| 2004    | A Second Proposal                              | Nam Kyung-soo                          | KBS2             |              |               |
| 2005    | MBC Best Theater "My Beautiful Barbershop"     |                                        |                  |              |               |
| 2005    | Super Rookie                                   | Lee Bong-sam                           |                  |              |               |
| 2005    | Autumn Shower                                  | Choi Yoon-jae                          |                  |              |               |
| 2006    | Thanks Life                                    | Yoon Jin-soo                           | KBS2             |              |               |
| 2006    | Couple or Trouble                              | Jang Chul-soo                          | MBC              |              |               |
| 2007    | Get Karl! Oh Soo-jung                          | Go Man-soo/Karl Go                     | SBS              |              |               |
| 2008    | Single Dad in Love                             | Kang Poong-ho                          | KBS2             |              |               |
| 2009    | Queen of Housewives                            | Ohn Dal-soo                            | MBC              |              |               |
| 2010    | The Slave Hunters                              | Song Tae-ha                            | KBS2             |              |               |
| 2010    | The Fugitive: Plan B                           | Kevin Jung                             | KBS2             | Cameo        |               |
| 2012    | Strangers 6                                    | Park Tae-hyun                          | WOWOW/ Channel A |              |               |
| 2012    | The 3rd Hospital                               | Kim Seung-hyun                         | tvN              |              |               |
| 2013    | The Queen of Office                            | Jang Gyu-jik                           | KBS2             |              |               |
| 2013    | Basketball                                     |                                        | tvN              | Cameo        |               |
| 2014    | Cheo Yong                                      | Yoon Cheo-yong                         | OCN              |              |               |
| 2015    | More Than a Maid                               | Mumyeong ("Nameless")/Lee Bi           | jTBC             |              |               |
| 2015    | Late Night Restaurant                          | Sung-kyun                              | SBS              | Ep. 7        |               |
| 2015    | Cheo Yong - Season 2                           | Yoon Cheo-yong                         | OCN              |              |               |
| 2016    | My Little Baby                                 | Cha Jung-han                           | MBC              |              |               |
| 2016    | My Fair Lady                                   | Mo Hwi-chul                            | KBS2             |              |               |
| 2018    | Should We Kiss First?                          | Eun Kyung-soo                          | SBS              |              |               |
| 2019    | Liver or Die                                   | Lee Jin-sang                           | KBS2             |              | [ 13 ]        |
| 2019    | Hotel Del Luna                                 | Padre de Chan-seong                    | tvN              | Cameo, ep. 1 |               |
| 2019-20 | Never Twice                                    | Gam Poong-gi                           | MBC              |              |               |
| 2023    | Queen of the Mask                              | Choi Kang-hoo                          | Channel A        |              | [ 14 ] [ 15 ] |
| 2024    | Love Song for Illusion                         | Yeon Pung-hak                          | KBS2             |              | [ 16 ] [ 17 ] |
| 2025    | El comedor de Heo                              | Asesino (época Joseon)/ detective Kang | Wavve            |              | [ 18 ] [ 19 ] |

### Películas
| Año  | Título                          | Rol           | Notas                       | Ref.   |
| ---- | ------------------------------- | ------------- | --------------------------- | ------ |
| 1998 | Kka (Naked Being)               | Aprendiz 2    |                             |        |
| 2000 | La Belle                        | Hombre        |                             |        |
| 2001 | I Love You                      | Ji-hoo        |                             |        |
| 2003 | Silver Knife                    | Joo-hak       |                             |        |
| 2004 | Love Trilogy                    | Song Zi Ming  | Película de Hong Kong-China |        |
| 2006 | My Wife Is a Gangster 3         | Kkongchi      |                             | [ 20 ] |
| 2011 | Sector 7                        | Kim Dong-soo  |                             |        |
| 2012 | The Grand Heist                 | Baek Dong-soo |                             |        |
| 2013 | Help                            |               | Cortometraje                |        |
| 2014 | Man on High Heels               | Lee Seok      | Cameo                       |        |
| 2015 | Island                          | K             |                             |        |
| 2015 | Love Clinic                     | Wang Seong-ki |                             |        |
| 2016 | Showdown                        | Han Jae-hee   |                             |        |
| 2017 | Coffee Mate                     | Hee-soo       |                             |        |
| 2020 | The Dragon Inn: Part 1          |               |                             | [ 21 ] |
| 2020 | The Therapist: Fist of Tae-baek | Sung Joon     |                             |        |

### Espectáculos de variedades
| Año       | Título                             | Red       | Notas                            |
| --------- | ---------------------------------- | --------- | -------------------------------- |
| 2002      | Beautiful Sunday: 통일 바닷길 종단 |           |                                  |
| 2009-2010 | Invincible Baseball Team           | KBS2      | elenco                           |
| 2011-2012 | Storytelling Magic Show            | Channel A |                                  |
| 2012      | Saturday Night Live Korea          | tvN       | invitado, episodio 9             |
| 2012      | I'm Real: Oh Ji-ho in Canada       | QTV       |                                  |
| 2016      | The Return of Superman             | KBS       | reparto, con su hija Oh Seo-heun |

### Vídeo de música
| Año          | Título de la canción                           | Artista                    |
| ------------ | ---------------------------------------------- | -------------------------- |
| 1999         | "Sad Love"                                     | Park Eun-shin              |
| 1999         | "Go Away"                                      | Park Ji-yoon               |
| 2000         | "Lieblich"                                     | Boohwal                    |
| 2000         | "8318"                                         | J                          |
| 2000         | "Love You for All Time"                        | Jessica feat. Kim Min-jong |
| 2001         | "Walk"                                         | Park Ki-young              |
| 2002         | "Memories"                                     | Jo Kwan-woo                |
| 2005         | "Time Limited Life"                            | V.O.S                      |
| "I Now"      | Choi Hyun-joon feat. Lee Jin-sung (Monday Kiz) |                            |
| "Confession" | Lee Seung-chul                                 |                            |
| 2010         | "Words That I Can Say"                         | T-Max                      |
| 2011         | "Ordinary"                                     | Baek Ji-young              |

## Discografía
| Año  | Título de canción            | Notas                  |
| ---- | ---------------------------- | ---------------------- |
| 2008 | "It Will Be Fine (Act ver.)" | Single Dad in Love OST |
| 2011 | "The First Poem"             | sencillo               |
| 2012 | "I Am a Man"                 | Strangers 6 OST        |

## Apoyo a beneficencia
El 25 de febrero del 2019 junto a los miembros del elenco de "Liver or Die": Yoo Joon-sang, Lee Si-young, Lee Chang-yeob y Jeon Hye-bin visitaron el centro de bienestar para personas mayores de Seodaemun y trabajaron en la cafetería, donde saludaron a los residentes y les sirvieron comida.

## Premios y nominaciones
| Año  | Premio                                       | Categoría                                     | Trabajo nominado      | Resultados |
| ---- | -------------------------------------------- | --------------------------------------------- | --------------------- | ---------- |
| 2000 | 21st Blue Dragon Film Awards                 | mejor actor nuevo                             | La Belle              | Nominado   |
| 2004 | KBS Drama Awards                             | mejor actor de reparto                        | A Second Proposal     | Ganador    |
| 2006 | MBC Drama Awards                             | premio excelencia, actor                      | Couple or Trouble     | Nominado   |
| 2006 | MBC Drama Awards                             | premio a la popularidad                       | Couple or Trouble     | Ganador    |
| 2006 | MBC Drama Awards                             | mejor pareja junto a Han Ye-seul              | Couple or Trouble     | Ganador    |
| 2007 | SBS Drama Awards                             | Top 10 Stars                                  | Get Karl! Oh Soo-jung | Ganador    |
| 2009 | 4th Asia Model Festival Awards               | premio estrella modelo                        | —                     | Ganador    |
| 2010 | KBS Drama Awards                             | premio excelencia, actor de drama             | The Slave Hunters     | Ganador    |
| 2013 | 7th Mnet 20's Choice Awards                  | 20's Drama Star - Masculino                   | Queen of the Office   | Nominado   |
| 2013 | 21st Korean Culture and Entertainment Awards | premio excelencia, actor (TV)                 | Queen of the Office   | Ganador    |
| 2013 | KBS Drama Awards                             | premio alta excelencia, actor                 | Queen of the Office   | Nominado   |
| 2013 | KBS Drama Awards                             | premio excelencia, actor de miniseries        | Queen of the Office   | Ganador    |
| 2013 | KBS Drama Awards                             | mejor pareja junto a Kim Hye-soo              | Queen of the Office   | Ganador    |
| 2016 | KBS Drama Awards                             | premio excelencia, actor de miniseries        | My Fair Lady          | Nominado   |
| 2016 | KBS Drama Awards                             | mejor pareja junto a Heo Jung-eun             | My Fair Lady          | Ganador    |
| 2020 | 7th APAN Star Award                          | Top Excellence Award, Actor in a Serial Drama | Never Twice           | Nominado   |